# 37 ثانية (فلم)
37 ثانية (باليابانية: 37セカンズ) هو فيلم درامي ياباني لعام 2019، من تأليف وإخراج هيكاري. الفيلم من بطولة الممثلة الغير محترفة «مي كاياما» المصابة بالشلل الدماغي، في دور«يواما» تاكادا البالغة من العمر 23 عامًا، وهي فنانة موهوبة تريد أن تجعل أسمها في المانجا Manga (لفظ يطلقه اليابانيون على القصص المصورة، ويستخدم خارج اليابان للدلالة على القصص المصورة التي إنتجت في اليابان، أو القصص المصورة التي رسمت بنمط مشابه للنمط الياباني). عُرض الفيلم في مهرجان برلين السينمائي الدولي التاسع والستين 69th Berlin International Film Festival وفاز بجائزة الجمهور وجائزة السينما الفنية من الاتحاد الدولي لفن السينما International Confederation of Art Cinemas في قسم بانوراما بالمهرجان.

## طاقم التمثيل
مي كاياما: في دور يواما تاكادا
ميسوزو كانو: في دور كيوكو تاكادا
شونسوكي دايتو
ماكيكو واتانابي
مينوري هاجيوارا
يوكا إيتايا
شيزوكا إيشيباشي
كيوهيكو شيبوكاوا
شوهي أونو

## أحداث الفيلم
تهبط «يواما» من القطار على كرسيها المتحرك قادمة من المكتب الذي تعمل به، وهو مكتب رسامة القصص المصورة سياكا، لتجد والدتها كيوكو في الإنتظار، لتسألها عن يومها وكيف كانت سياكا. تبلغ «يواما» 23 عام وهي مصابة بشلل دماغي، لأنها لم تستطع التنفس لمدة 37 ثانية بعد ولادتها، وبسبب إعاقتها، تقوم والدتها كيوكو بكل خدماتها، فهي تخلع عنها ملابسها وتشاركها في الإستحمام. تجلس يواما لترسم وتؤلف القصص المصورة، تغمض عيناها وتتخيل ما يحدث مع أبطال قصصها وغرامياتهم وعلاقاتهم الجنسية، وحيث أن صاحبة المكتب والرسامة المشهورة سياكا ليست سوى واجهة لرسومات وقصص يواما، تقرر الفتاة المعوقة أن تقدم أعمالها لشركات لإنتاجها. ترفض بعض الشركات بحجة أن رسومات يواما تشبه تماما رسومات نجمة القصص المصورة سياكا، ولكنها تستمر في عرض أعمالها على الشركات إلى أن تجد من يقبل أعمالها، وتسعد بذلك ولكن السيدة صاحبة الشركة تسألها عن خبرتها الجنسية، وعندما تعرف إنها لم تمارس أي علاقة، تخبرها إنها لن تقبل رسوماتها حيث أنها أعمال فنية ولكن بلا روح. تقرر يواما أن تكون طرفا في علاقة، وعن طريق الإنترنت تلتقي ببعض الشباب، لكن تنتهي العلاقة اثناء الموعد الأول، وتدرك عدم جدوى هذه الطريقة. تتجول يواما في شوارع بائعات الهوى، وتتردد قبل أن تقترب من شاب يقف على باب إحدى هذه النوادي للدعاية لتسأله عن إمكانية لقائها بشاب، ويصطحبها شاب الدعاية إلى فندق رخيص بعد أن يتصل بشاب آخر، ويصل هذا الشاب وهي في غرفة الفندق تنتظر، وعندما يرى الشاب حالتها على كرسيها المتحرك، يتصل بمن إستدعاه ليعاتبه، ولكن يستمر اللقاء بلا نجاح حين يجد الشاب أن يواما قد بللت الفراش بالبول. يرحل الشاب وتنتظر يواما المصعد الذي لا يعمل، وتجد بائعة الهوى «ماي» بعد أن إنتهت من عملها مع عميل لها يستخدم كرسي متحرك مثلها، وتعرض عليها المساعدة، وتستدعى مساعدها «توشي» ليحملها إلى سيارتهم. تنشأ علاقة صداقة بين يواما وماي، وحيث أن يوما تريد أن تعرف عن الجنس، تصطحبها ماي إلى أماكن بيع ملابس وأدوات جنسية. تكتشف الأم هذه الأشياء ويحدث شجار بين الأم والابنة المعاقة التي تتهم الأم بأنها هي المعاقة وهي سبب هجر الأب لأسرته. تترك يواما البيت وتلجأ إلى بيت ماي، وتتغير حياتها، وتقرر البحث عن أبيها الذي لم تراه من قبل، ولكن أرسل لها خطاب ذات مرة وحين أرسلت له رد الخطاب، لم تتلقى أي رسائل أخرى. تصل يوما إلى العنوان المسجل على رسالة أبيها بصحبة توشى، وتجد شخصا آخر يشبه أباها، وتعرف إنه عمها ويخبرها أن أبوها مات منذ خمس سنوات، ويسألها إن كانت على إتصال بإختها! وهنا تكتشف يواما أن لها شقيقة توأم اسمها «يوكا» وتعمل معلمة في تايلند. تسافر يوما مع توشي إلى تايلند لتلتقي بالشقيقة التي تخبرها إنها كانت تعلم بوجودها ولم تقوى على رؤيتها خوفا منها ومما تعانيه من إعاقة. تطلب يواما من شقيقتها يوكا أن تأتي لزيارة الأم. تعود يواما إلى بيت أمها وتقص عليها كل ما حدث، ليعود بينهما الود. يأتي المشهد الأخير ويواما تقابل صاحبة الشركة التي طلبت منها أن يكون لها خبرة جنسية لتكتب وترسم عن العلاقات في قصصها، وتسألها السيدة عن سبب قدومها، فتجيبها أنها قدمت لشكرها لإن بسببها دخلت تجارب كثيرة، وتقدم لها قصصها الجديدة التي لا تتضمن مواقف جنسية، وتقبلها صاحبة الشركة، التي تتصل بشخص وتقول له: «لقد إلتقيت الآن بفنانة جديدة، وعملها ملفت للنظر حقا».

## صدور الفيلم
تم عرض الفيلم لأول مرة في العالم في مهرجان برلين السينمائي الدولي، وتم عرضه أيضًا في مهرجان تريبيكا السينمائي Tribeca Film Festiva 2019، وعرضه في مهرجان تورنتو السينمائي الدولي 2019 في قسم السينما العالمية المعاصرة Toronto International Film Festival. تمتلك شركة «بوتيك الأفلام Films Boutique» حقوق الفيلم، بينما تمتلك شركة نيتفليكس Netflix حقوق التوزيع في كندا والولايات المتحدة.

## إستقبال الفيلم
كتب موقع «الطماطم الفاسدة»: «فيلم نادر ومنعش يصور الإعاقة بأمانة ودفء وتعاطف»، ومنح الفيلم تقدير 88% بناء على 18 ناقد، اما موقع «ميتاكريتك» فقد كتب أن النقد إيجابي بشكل عام، ومنح الفيلم 69% على أساس 44 مراجعة نقدية.

## روابط خارجية
- الموقع الرسمي
- 37 ثانية على موقع IMDb (الإنجليزية)
- 37 ثانية على موقع روتن توميتوز (الإنجليزية)
- 37 ثانية على موقع نتفليكس (الإنجليزية)
- 37 ثانية على موقع قاعدة بيانات الفيلم (الإنجليزية)
- 37 ثانية على موقع ليتربوكسد (الإنجليزية)
- 37 ثانية على موقع كينوبويسك (الروسية)